# Wadi as-Sir
Wadi as-Sir (arabiska: وادي السير) är en distriktshuvudort i Jordanien. Den ligger i Huvudstadsprovinsen, i den norra delen av landet, 12 km väster om huvudstaden Amman. Wadi as-Sir ligger 764 meter över havet och antalet invånare är 181 212.